# 339
| [ Edytuj tabelę ] |                                                                      |
| Król Aksum        | - 320 Ezana 360                                                      |
| Władca Guptów     | - 330 Samudragupta 375                                               |
| Władca Korei      | - 331 Kogugwŏn 371                                                   |
| Papież            | - 337 Juliusz I 352                                                  |
| Król Persji       | - 309 Szapur II 379                                                  |
| Cesarz Rzymu      | - 337 Konstancjusz II 361 - 337 Konstans 350 - 337 Konstantyn II 340 |

Rok 339 / CCCXXXIX
stulecia: III wiek ~
IV wiek ~
V wiek

lata: 329 «
334 «
335 «
336 «
337 «
338 «
339
» 340
» 341
» 342
» 343
» 344
» 349

## Wydarzenia
- Euzebiusz z Nikomedii został arcybiskupem Konstantynopola.

## Urodzili się
- Ambroży z Mediolanu, biskup (zm. 397).